# Sistema de detecció automàtica de gols

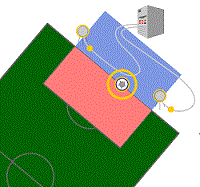
Gràfic del sistema Cairos-Adidas de 2012.

El sistema de detecció automàtica de gols (DAG, en anglès: goal-line technology) és un sistema tecnològic per determinar la validesa d'un gol en cas de dubte. També és anomenat de pilota intel·ligent o pilota electrònica pel fet que aquesta conté un xip integrat de 1,5 cm que envia senyals de ràdio quan creua la línia de gol, com si aquesta hagués tocat una tanca electrònica virtual. Aquest senyal és transmès per un sistema de 12 antenes, ubicades a les cantonades del camp de futbol, a un computador, el qual després envia, en menys d'un segon, un missatge al rellotge de polsera usat per l'àrbitre principal.
Amb aquesta tecnologia la FIFA es proposa acabar amb anys de controvèrsia en el futbol respecte a les decisions preses pels àrbitres en els casos de gols fantasma.

## Història
El DAG va ser provat per primera vegada a la Copa del Món de Futbol Sub-17 celebrada a Lima, Perú, el setembre de 2005.
La primera vegada que el DAG va convalidar un gol oficial en tornejos internacionals va ser a la Copa del Món de Brasil l'estiu de 2014, en un partit de la fase de grups del Grup I entre França i Hondures el 15 de juny del 2014. Karim Benzema va realitzar un xut a la porteria d'Hondures i el porter Noel Valladares es va fer un autogol, però va ser necessari el DAG per determinar si la pilota havia entrat o no.